# خالد كعبي (لاعب كرة قدم مواليد 2002)
خالد حسين كعبي (مواليد 10 مارس 2002) هو لاعب كرة قدم سعودي لعب سابقاً في الفئات السنية في نادي النصر.